# Nectandra puberula
Nectandra puberula är en lagerväxtart som först beskrevs av Heinrich Wilhelm Schott, och fick sitt nu gällande namn av Christian Gottfried Daniel Nees von Esenbeck. Nectandra puberula ingår i släktet Nectandra och familjen lagerväxter. Inga underarter finns listade i Catalogue of Life.